# Ctenomys goodfellowi
Ctenomys goodfellowi là một loài động vật có vú trong họ Ctenomyidae, bộ Gặm nhấm. Loài này được Thomas mô tả năm 1921.